# Sebeșu de Jos, Sibiu
Sebeșu de Jos  (în dialectul săsesc Schäis, în germană Unter-Schewesch, Unter-Schewisch, în maghiară Oltalsósebes, Alsósebes) este un sat în comuna Turnu Roșu din județul Sibiu, Transilvania, România.
În 1925, 100 de familii de sibieni din Sebeșu de Jos au plecat în Banat unde au înființat mica localiate Albina, la mică distanță de Timișoara.

## Galerie imagini

Sebeșu de Jos în Harta Iosefină a Scaunului filial al Tălmaciului, 1769-73

Panoramic al reliefului din Sebeșu de Jos
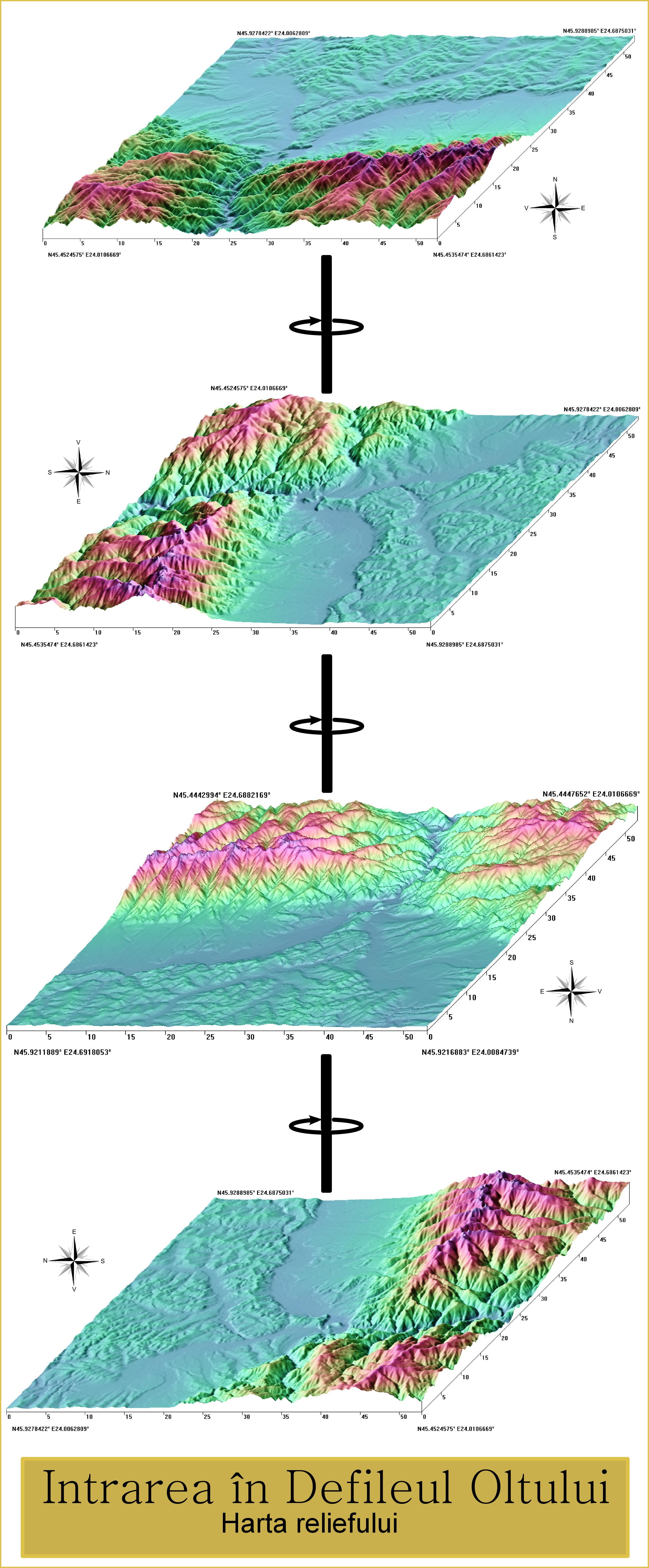
Harta fizică la intrarea Oltului în defileu
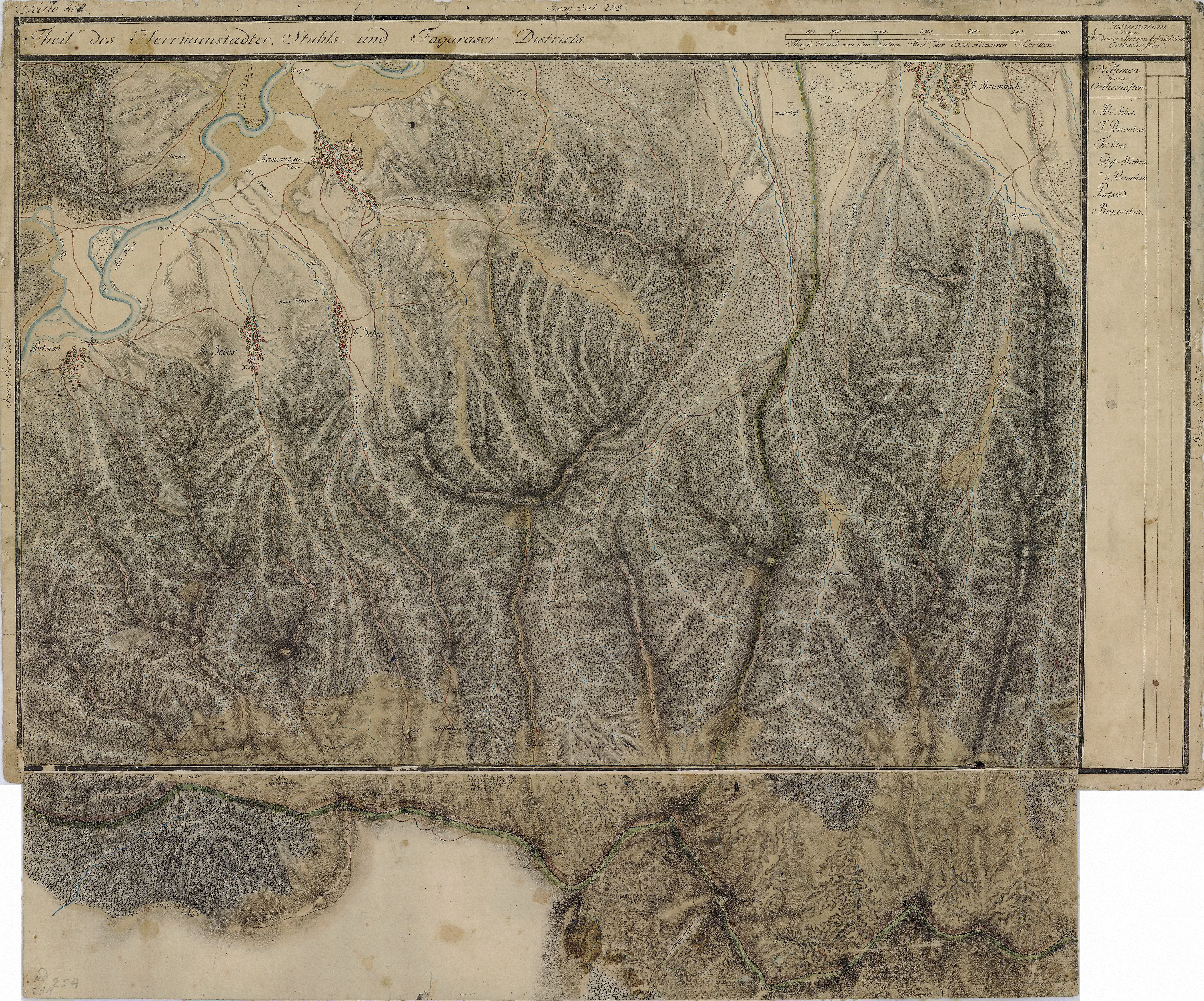
Sebeșu de Jos în Harta Iosefină a Transilvaniei, 1769-1773
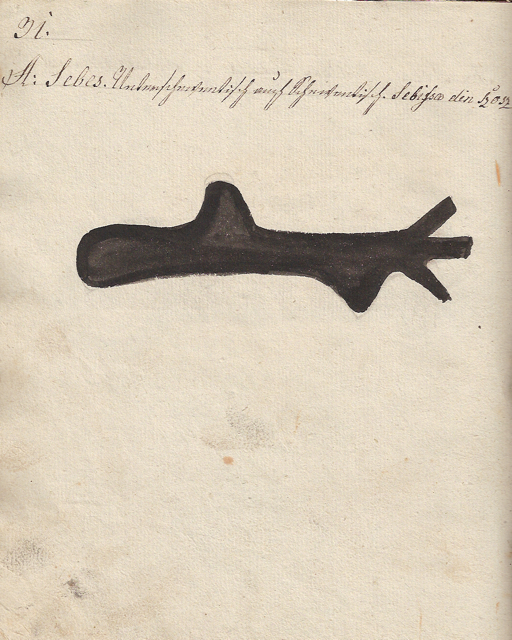
1826 - Danga pentru vitele din Sebeșu de Jos
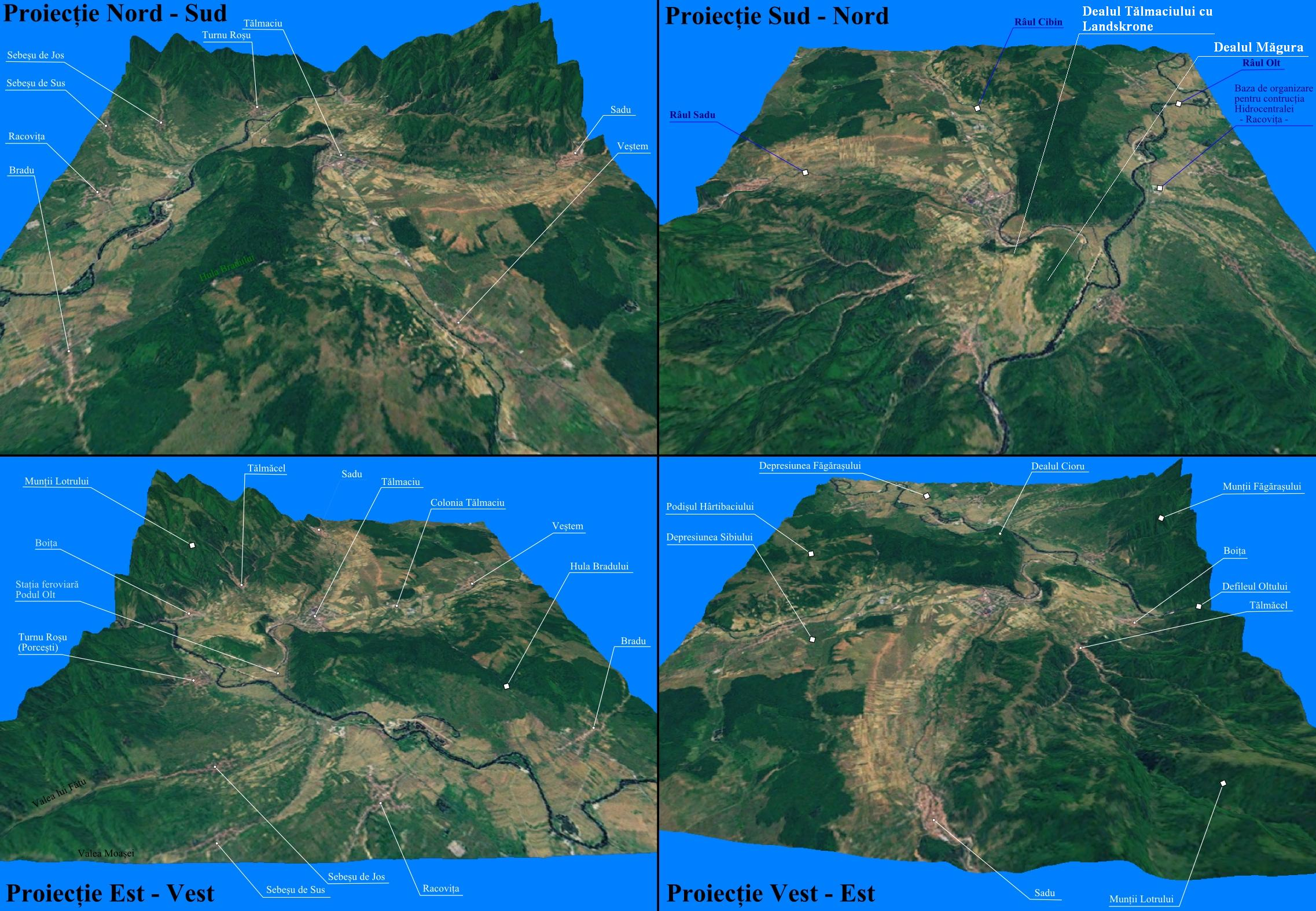
Prelucrare 3D

## Demografie
| Sebeșu de Jos, Sibiu - evoluția demografică \| \| Graficele sunt indisponibile din cauza unor probleme tehnice. Mai multe informații se găsesc la Phabricator și la wiki-ul MediaWiki. \| Date: Recensăminte sau birourile de statistică - grafică realizată de Wikipedia | |
| | Graficele sunt indisponibile din cauza unor probleme tehnice. Mai multe informații se găsesc la Phabricator și la wiki-ul MediaWiki. |